# Pobrđe
Pobrđe (szerbül: Побрђе), település Szerbiában, a Raškai körzet Novi Pazar községében.

## Népesség
- 1948-ban 207 lakosa volt.
- 1953-ban 246 lakosa volt.
- 1961-ben 237 lakosa volt.
- 1971-ben 385 lakosa volt.
- 1981-ben 789 lakosa volt.
- 1991-ben 1 540 lakosa volt.
- 2002-ben 2 176 lakosa volt, akik közül 2 133 bosnyák (98,02%), 24 szerb (1,1%), 6 albán, 6 muzulmán, 1 ukrán és 6 ismeretlen.